# Sigillo
Sigillo – miejscowość i gmina we Włoszech, w regionie Umbria, w prowincji Perugia.
Według danych na rok 2004 gminę zamieszkiwało 2461 osób, 94,7 os./km².